# Murdannia triquetra
Murdannia triquetra är en himmelsblomsväxtart som först beskrevs av Nathaniel Wallich och Charles Baron Clarke, och fick sitt nu gällande namn av Gerhard Brückner. Murdannia triquetra ingår i släktet Murdannia och familjen himmelsblomsväxter. Inga underarter finns listade.